# Campins (kommunhuvudort)
Campins är en kommunhuvudort i Spanien.   Den ligger i provinsen Província de Barcelona och regionen Katalonien, i den östra delen av landet, 500 km öster om huvudstaden Madrid. Campins ligger 255 meter över havet och antalet invånare är 353.
Terrängen runt Campins är varierad. Runt Campins är det ganska tätbefolkat, med 90 invånare per kvadratkilometer. Närmaste större samhälle är Mataró, 19,5 km söder om Campins. I omgivningarna runt Campins växer i huvudsak blandskog.